# Етнически национализъм
Етническият национализъм, известен също като етно-национализъм, е форма на национализъм, където „нация“ се определя по отношение на етническата принадлежност.
Основната теза на етническите националисти е, че „народността се определя от споделеното наследство, което обикновено включва един общ език, обща вяра и общ етнически произход“. Тя също така включва идеи на една култура, споделени между членовете на обществото, както и с техните предшественици. Въпреки това, той е различен от чисто културната дефиниция за „нация“, която позволява на хората да стават членове на една нация чрез културна асимилация, и от чисто езиково определение, според което „нацията“ се състои от всички говорещи на конкретен език.

## Характеристики
Основнията политически принцип на етническия национализъм е, че етнически групи могат да бъдат идентифицирани недвусмислено, и че всяка такава група има право на самоопределение.
Резултатът от това право на самоопределение, може да варира от покана за саморегулиращи се административни органи в рамките на едно вече утвърдено общество, за автономно предприятие, отделно от това общество, за суверенна държава отстранена от това общество. В международните отношения, това също води до политики и движения за иредентизъм, претендиращи за обща нация, въз основа на етническа принадлежност.
В научната литература, етническия национализъм обикновено контрастира с гражданския национализъм. Етническия национализъм се основава на членството на страната по произход или наследственост, често от гледната точка на обща кръв или роднинство, отколкото по политическо членство. Етническият национализъм се разглежда като изключителен, докато гражданския национализъм има тенденция да бъде включен. Вместо да се закълне във вярност на общите граждански идеали и културни традиции, етническия национализъм има тенденция да подчертае общ произход.
Теоретикът Антъни Смит използва термина „етнически национализъм“ за незападните концепции за национализъм.
Етническият национализъм също присъства в имиграционните политики на много държави под формата на закони за репатриране. Държави като Армения, България, Хърватия, Естония, Финландия, Германия, Гърция, Унгария, Ирландия, Израел, Италия, Румъния, Русия, Сърбия и Турция предоставят автоматично или бързо гражданство на граждани от диаспорите на собствената си доминираща етническа група, ако желаят. Например, правото на връщане на Израел, предоставя на всеки евреин право да се засели в Израел и автоматично да придобие гражданство.
В Германия, гражданството е възможно за етническите германци. Според гръцкия закон за гражданството, гърци, родени в чужбина, могат да предават гражданство на децата си от поколение на поколение за неопределено време.